# MYTV Broadcasting
MYTV Broadcasting – malezyjski dostawca bezpłatnej naziemnej telewizji cyfrowej. Funkcjonuje od 19 listopada 2014. Jest pierwszą tego rodzaju platformą w kraju.
Swoje usługi oferuje w ramach marki myFreeview.